# أدليزا من لوفان
أدليزا من لوفان  أو إديلا (حوالي 1103 - 23 أبريل 1151)؛ هي ملكة إنجلترا كونها زوجة الثانية لـ هنري الأول،  توفي دون إنجاب أية أطفال، وثم دخلت الدير لـ ثلاثة سنوات، وبعدها تزوجت من ويليام دي أوبيغني، إيرل أروندل الأول واستطعت إنجاب له بعض الأبناء، تركته قبل وفاتها بـ سنة، بحيث ذهبت إلى أحد أديرة في فلاندرز، حيث توفيت هناك.